# Love Scene (Version 4)
Pistes de Zabriskie Point
Love Scene (Version 6)
Love Scene (Version 4) est une chanson du groupe de rock progressif Pink Floyd incluse sur le disque bonus de la réédition de 1997 de la bande originale du film Zabriskie Point (ce disque inclut les chansons qui n'ont pas été retenues pour la bande son du film). Bien qu'elle soit créditée au groupe entier comme toutes les chansons de Pink Floyd pour la bande sonore du film, Love Scene (Version 4) peut être perçue comme un morceau instrumental de Rick Wright en solo, puisqu'il l'interprète seul au piano.